# Armitage III
"Armitage III" je japanski anime ZF film. Postoji OVA serija iz 1994. od samo 4 epizode, anime film "Armitage III: Poly-Matrix" iz 1997. (koji je samo kraća verzija serije) te nastavak "Armitage III: Dual-Matrix".

## Filmska ekipa
Režija: Hiroyuki Ochi
Glasovi: Hiroko Kasahara (Armitage), Yasunori Masutani (Ross Sylibus), Ryusei Nakao (D'Anclaude), Wataru Takagi (Lowell Grantz) i drugi.

## Radnja
Godina je 2179. Mars je postao nastanjiv a policajac sa Zemlje, Ross Sylibus, je stigao na njegov aerodrom kako bi postao član Marsovskog policijskog ureda. Ubrzo upozna svoju novu partnericu, živopisnu policajku Naomi Armitage, koja u obračunu na aerodromu napadne i likvidira dva kriminalca dok treći, D'Anclaude, uspije pobjeći i ostaviti kovčeg u kojem s nađe leš od Kelly McCannon, Country pjevačice sa Zemlje. No iznenađenje je da je ona bila android "3. tipa", koji se gotovo uopće ne razlikuje od ljudi. D'Anclaude na televiziji objavi da želi eliminirati sve androide "3. tipa". Ross ne voli robote jer mu je supruga poginula u nesreći od robota, ali se iznenadi kada otkrije da je i Armitage android "3. tipa". Iako se njih dvoje posvađaju, na kraju se zaljube...

## Kritike
Kritičar na siteu Animeacademy.com je u svojoj recenziji napisao: "Ono u čemu ovaj anime uistinu blista je priča. Počinje kao jedna misterija koja vas drži na rubu sjedala te se pretvori u jednu drugu, ozbiljniju. Ima čak i nekoliko lijepih romantičnih trenutaka, koji igraju važnu ulogu u priči. Većinom se akcijske scene primjereno uklapaju i ima ih u pravilnoj količini. Kažem "većinom", jer sam bio jako razočaran sa završnicom" dok je onaj na siteu Animecritic.com zdvojno komentirao: "Nisam mario za kraj. Bez da išta otkrivam, moram reči da je bio tipična epska bitka, koja je ispala poprilično zbunjujuča. Iako je bilo par objašnjenja koji su pomogli pojasniti priču, mislim da je akcija trebala biti zamijenjena potpuno s nečim što bi vodilo priču".

## Vanjske poveznice
- Animeacademy.com  Arhivirana inačica izvorne stranice od 24. veljače 2007. (Wayback Machine)
- Animecritic.com  Arhivirana inačica izvorne stranice od 24. kolovoza 2006. (Wayback Machine)
- Rottentomatoes.com[neaktivna poveznica]